# Касперівці
Ка́сперівці - село в Україні, у Заліщицькій міській громаді Чортківського району Тернопільської області. До 2020 року адміністративний центр Касперівської сільської ради. Село розташоване на річці Серет на півдні району.

## Географія
- Село розташоване на річці Серет на сході району. Тут же раніше знаходилася Касперівська сільська рада.
- Через Касперівці пролягає автошлях Т 2015 Борщів - Заліщики.
- Населення - 946 осіб (2020)[джерело?].
- Площа 4.250 км².
- Протяжність: із Заходу на Схід - 4,7 км, із Півночі на Південь - 1,6 км.
- Село розташоване на висотах від 144 м над рівнем моря (південний-схід) до 243 м над рівнем моря (північ)

На південь від села на лівому схилі річки Дністер, у межах урочища «Криве», серед чагарників розташовані дністровські феномени - геоморфологічне утворення, що є геологічною пам'яткою природи місцевого значення. А на лівому березі Тупи в Касперівцях розміщена пам'ятка природи геологічного походження - рідкісні й унікальні відшарування з рештками моховаток і голкошкірих вапняків, загальновідомі як Касперівський каньйон.

## Клімат
Клімат Касперівців є помірно континентальним із м'якою зимою і теплим літом, але дещо відрізняється від клімату Західної України, так як має наближеність до середземноморського. Середньорічна температура повітря становить +8,7°С; найнижча — в січні (-2,8°С), найвища — в липні (+20,0°С). Зима, у середньому, настає 10 грудня, а закінчується 20 лютого, що на 3 тижні пізніше та раніше ніж у Тернополі, відповідно, зима відносно тепла як для цієї широти, з частими відлигами, проте, при проникненні арктичного повітря, температура повітря опускається нижче −15°С, рідше −20°С. Щороку в зимовий період утворюється сніговий покрив незначної висоти, який, як правило, є нестійким.; літо починається 10 травня, а закінчується 20 вересня, із середини липня та до кінця другої декади серпня температура повітря не опускається нижче 18°С, з приходом антициклонів при сонячній погоді температура повітря вдень часто перетинає позначку +34–+36 °C. Кліматичне літо, як правило, триває 3–3,5 місяці, в останні роки спостережень - 4 місяці (з середини травня і до середини вересня). У середньому за рік випадає 630 мм атмосферних опадів, найменше — з жовтня по березень, найбільше — у червні-липні. Найпосушливішим виявився 1946 р. під час якого випало 367 мм опадів, найвологіший 1955 р. — 945 мм. Найбільше опадів за добу випало у липні 1991 р. — 111 мм.
- Абсолютний мінімум температури зафіксований 11 січня 1940 р. — 30,5 °С
- Абсолютний максимум температури зафіксований 8 липня 2015 р. — 39,3 °С
- Середня швидкість вітру - 3,4 м/с
- Середньорічна вологість повітря - 76 %
- Кількість днів із грозою на рік - 34
- Кількість днів із туманом на рік - 57
- Кількість ясних днів - 143, хмарних - 183, похмурих - 39
- Сумарна тривалість сонцесіяння за рік становить 2857 год, або 51% можливої.

| Клімат Касперівці                                     | Клімат Касперівці | Клімат Касперівці | Клімат Касперівці | Клімат Касперівці | Клімат Касперівці | Клімат Касперівці | Клімат Касперівці | Клімат Касперівці | Клімат Касперівці | Клімат Касперівці | Клімат Касперівці | Клімат Касперівці | Клімат Касперівці |
| Показник                                              | Січ.              | Лют.              | Бер.              | Квіт.             | Трав.             | Черв.             | Лип.              | Серп.             | Вер.              | Жовт.             | Лист.             | Груд.             | Рік               |
| Абсолютний максимум, °C                               | 15,3              | 21,3              | 24,6              | 30,7              | 33,5              | 35,6              | 37,4              | 37,7              | 36,3              | 31,0              | 23,8              | 17,9              | 37,7              |
| Середній максимум, °C                                 | −0,5              | 1,3               | 6,6               | 15,0              | 20,7              | 23,7              | 24,9              | 24,2              | 20,3              | 14,1              | 6,8               | 1,8               | 13,3              |
| Середня температура, °C                               | −4                | −2,2              | 2,4               | 9,6               | 15,0              | 18,3              | 19,6              | 18,7              | 14,9              | 9,3               | 3,6               | −1,2              | 8,7               |
| Середній мінімум, °C                                  | −7,4              | −5,7              | −1,7              | 4,2               | 9,4               | 12,9              | 14,3              | 13,3              | 9,6               | 4,5               | 0,4               | −4,1              | 4,2               |
| Абсолютний мінімум, °C                                | −30,5             | −28,9             | −20,5             | −13,4             | −1,8              | 3,2               | 7,6               | 3,6               | −4,2              | −9,5              | −17,3             | −27,8             | −30,5             |
| Норма опадів, мм                                      | 31                | 30                | 32                | 53                | 73                | 97                | 96                | 62                | 52                | 35                | 34                | 37                | 632               |
| ----------------------------------------------------- | ----------------- | ----------------- | ----------------- | ----------------- | ----------------- | ----------------- | ----------------- | ----------------- | ----------------- | ----------------- | ----------------- | ----------------- | ----------------- |
| Джерело: https://en.climate-data.org/location/265501/ |                   |                   |                   |                   |                   |                   |                   |                   |                   |                   |                   |                   |                   |

Температура повітря в Касперівцях, як і в цілому на Землі, має тенденцію до збільшення, за останні 100 років середня температура збільшилася на 1,0 °С. Найбільше підвищення температури відбулося в першу половину року, водночас жовтень став дещо холоднішим місяцем, насамперед за рахунок збільшення опадів, опадів також побільшало в травні та червні, липень став більш посушливим.
Клімат Каксперівців за останні 10 років
| Клімат Касперівці (2006-2016)                         | Клімат Касперівці (2006-2016) | Клімат Касперівці (2006-2016) | Клімат Касперівці (2006-2016) | Клімат Касперівці (2006-2016) | Клімат Касперівці (2006-2016) | Клімат Касперівці (2006-2016) | Клімат Касперівці (2006-2016) | Клімат Касперівці (2006-2016) | Клімат Касперівці (2006-2016) | Клімат Касперівці (2006-2016) | Клімат Касперівці (2006-2016) | Клімат Касперівці (2006-2016) | Клімат Касперівці (2006-2016) |
| Показник                                              | Січ.                          | Лют.                          | Бер.                          | Квіт.                         | Трав.                         | Черв.                         | Лип.                          | Серп.                         | Вер.                          | Жовт.                         | Лист.                         | Груд.                         | Рік                           |
| Абсолютний максимум, °C                               | 14,2                          | 20,6                          | 22,6                          | 30,8                          | 31,4                          | 35,8                          | 39,3                          | 38,2                          | 35,7                          | 26,6                          | 23,0                          | 16,3                          | 39,3                          |
| Середня температура, °C                               | −3,1                          | −1,5                          | 3,9                           | 10,5                          | 15,5                          | 19,0                          | 21,1                          | 20,4                          | 15,5                          | 9,1                           | 4,4                           | −0,9                          | 9,5                           |
| Абсолютний мінімум, °C                                | −27,9                         | −25,5                         | −15,1                         | −2,4                          | −1,6                          | 6,7                           | 8,6                           | 8,7                           | 3,8                           | −7,4                          | −8,4                          | −19,2                         | −27,9                         |
| Норма опадів, мм                                      | 30                            | 33                            | 47                            | 52                            | 89                            | 109                           | 77                            | 64                            | 52                            | 61                            | 31                            | 32                            | 677                           |
| ----------------------------------------------------- | ----------------------------- | ----------------------------- | ----------------------------- | ----------------------------- | ----------------------------- | ----------------------------- | ----------------------------- | ----------------------------- | ----------------------------- | ----------------------------- | ----------------------------- | ----------------------------- | ----------------------------- |
| Джерело: https://en.climate-data.org/location/265501/ |                               |                               |                               |                               |                               |                               |                               |                               |                               |                               |                               |                               |                               |

## Історія
На території Касперівців виявлені археолологічні пам'ятки пізнього палеоліту, трипільської, гава-голіградської, липицької, слов'янської, давньоруської культур, пізньофеодального періоду, скарб римських монет.
Найвідоміша з цих старожитностей, це так звана мустьєрська пам'ятка Касперівців — один з найцікавіших об'єктів середнього палеоліту Східної Європи. Вона широко відома в науковій літературі. Культурний шар, що знаходився під товщею лесових відкладів, був частково розмитий і перевідкладений ще у плейстоценовий період, але попри це горизонт виявився досить багатим на археологічні матеріали, зокрема викопну фауну.
Культурно-історичне місце Касперівців не визначене повністю й донині, хоч пам'ятка має надзвичайно важливе значення як перше стратифіковане поселення мустьєрської культури в континентальній Україні.
Трипільске поселення етапу СІІ – на березі Серету, практично зруйноване ГЕС. В Касперівцях виявлено скарб у 1908 році, у якому було понад тисячу римських сестерціїв від Адріана до Александра Севера. Також виявлено два скарби в 1932 і 1935 роках римських монет Траяна, Адріана, Антоніна Пія, Марка Аврелія, Фаустіни Молодшої та Септімія Севера. Давньослов’янське поселення розміщене в центрі села на правому березі ріки Серет на підвищенні в заплаві річки. Відкрили його в 1969 році Б.О.Тимощук та О.С.Тур. В обриві берега ріки Серет простежене сліди 5 напівземлянкових житлових споруд та двох ям. Пам’ятка датується не раніше VII століттям нашої ери. Давньоруський могильник виявлений під час земляних робіт.
Перша писемна згадка — 1469 року.

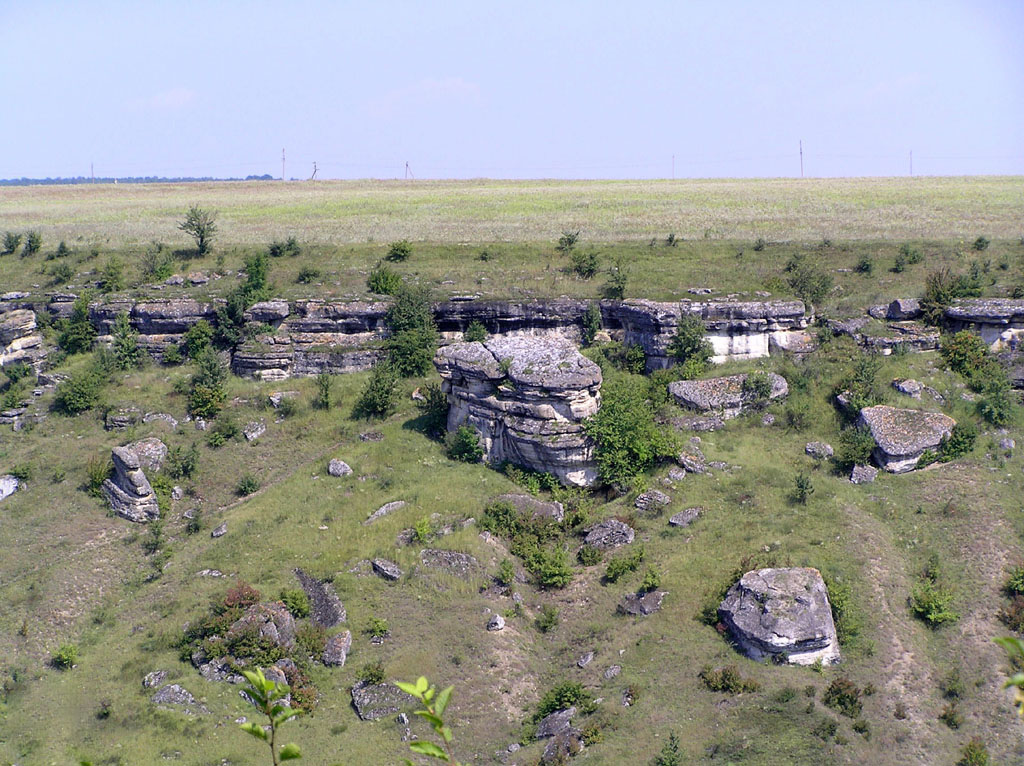
Касперівський каньйон

Географічне розташування на чумацькому шляху сприяло економічному розвитку. 1619 король Сигізмунд III надав Я. Лутомірському привілей на заснування у частині села Касперівці «За Серетом» міста, що мало називатися Лутомірськом. Часті турецько-татарські напади призвели до його занепаду.
Від 1641 року Лутомірськ став містечком Касперівці, а після 1786 року втратив міський статус.
19 ст. Касперівці належали графам Дуніним-Борковським. 1905–1914 роках щопонеділка були торги: продавали худобу і свині.
1914 року в Касперівцях відбулося районове свято на честь 100-ї річниці від дня народження Т. Шевченка. Тоді ж, з нагоди святкування 100-річного ювілею Т. Г. Шевченка за ініціативою письменника Й. О. Маковея в селі головні вулиці були названі іменами Тараса Шевченка та Івана Франка.
У 1928—1929 роках тут вивчав пам’ятки трипільської культури та здійснив пробні розкопки Олег Ольжич.
До війни у с. Касперівці була п'ятикласна школа, після війни з 1919 р. - семирічна школа, з 1951 року відкрито середню школу, тепер ЗОШ І-ІІІ ступеня.
Діяли у Касперівцях товариства «Просвіта», «Січ», «Луг», «Союз українок», «Рідна школа», «Сільський господар», «Відродження», кооператив.
25 грудня 1963 року поблизу Касперівців на річці Серет введено в дію ГЕС.Відтоді виробила понад 600 млн квт.-год. електроенергії. В результаті чого було створено Касперівський ландшафтний заказник площею 656 га, частиною якого є Касперівське водосховище (263 га), На даний час Касперівська ГЕС - найпотужніша гідроелектростанція в Тернопільській області.
Нині навколо Касперівської ГЕС — рекреаційна зона з водосховищем — місце оздоровлення і відпочинку.
7 травня 1967 року повінь затопила частину села, так звану Горидолину, були людські жертви.
У селі є давня церква Святого Георгія (17 століття, мурована). Пізніше Георгіївська церква була перейменована на Святого Юрія, там побував український гетьман Богдан Хмельницький під час турецької навали. Тут він підписав договір про укладення перемир'я між турками і українцями. 1772 року збудована церква Святої Параскевії (мурована). Збереглися руїни римо-католицької каплиці (1910 рік) (у 2014 р. на її місці була побудована нова), вапнякова брила Онуфрія (18 століття). Капличка Ісуса Христа збудована у центрі села Касперівці (2000 рік, мурована), біля Касперівської школи розміщена капличка Матері Божої.
З 24 серпня 1991 року село входить до складу незалежної України.
У 2006 році село було газифіковане. Газифікація відбулася за ініціативою сільського голови М. В. Желізняка: газифіковано близько 400 дворів.
12 червня 2020 року, відповідно до розпорядження Кабінету Міністрів України № 724-р «Про визначення адміністративних центрів та затвердження територій територіальних громад Тернопільської області» увійшло до складу Заліщицької міської громади.
19 липня 2020 року, в результаті адміністративно-територіальної реформи та ліквідації Заліщицького району, увійшло до складу новоутвореного Чортківського району.

## Населення

### Мова
Розподіл населення за рідною мовою за даними перепису 2001 року:
| Мова       | Кількість | Відсоток |
| ---------- | --------- | -------- |
| українська | 1097      | 99.73%   |
| російська  | 3         | 0.27%    |
| Усього     | 1100      | 100%     |

## Пам'ятки

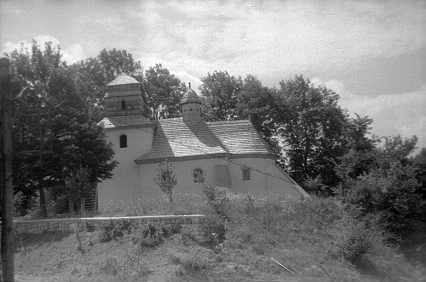
Церква святого Георгія (17 ст., мурована)

Церква святої Параскевії (1772, мурована)

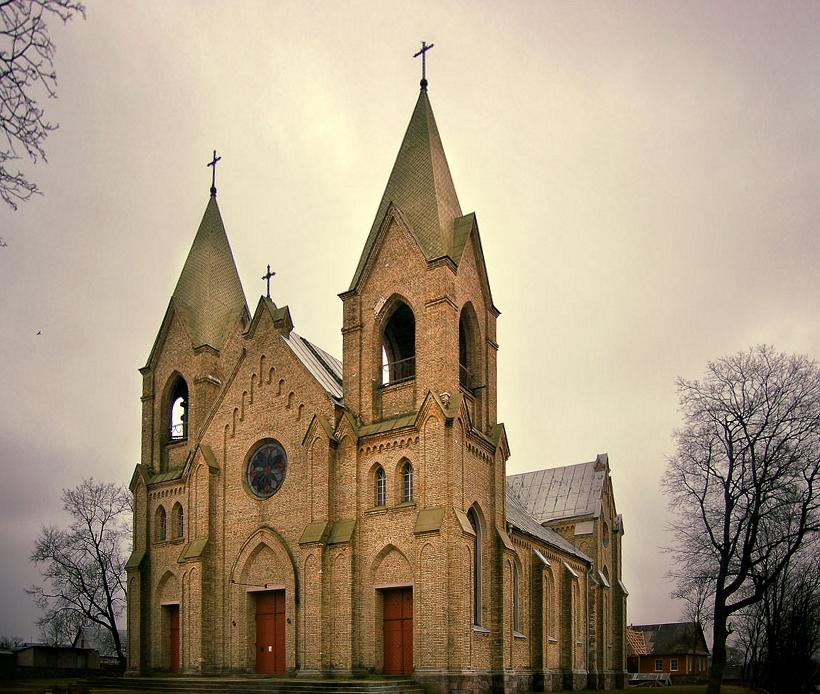
Костел

Кам'яна скульптура св. Онуфрія

- Церква святого великомученика Юрія Переможця (1650, мурована, ПЦУ)
- Церква Святої Великомучениці Параскеви П'ятниці (1772, мурована, ПЦУ)
- Руїни римо католицької каплиці (1910),
- Вапнякова брила із видовбаним зображенням святого Онуфрія (18 ст.).

Дата його створення точно не встановлена, але немає сумніву, що цій кам'яній скульптурі більше 300 років. Про створення цього зображення в Касперівцях побутує цікава легенда. З турецького табору, що був у частині Касперівців під назвою Містечок, утік чоловік. Перепливши Серет, він заховався у лісі. Татари шукали його, але так і не знайшли. На пам'ять про щасливу втечу чоловік видовбав у камені, що лежить на крутому схилі, зображення Онуфрія-пустельника, оскільки врятувався в день цього святого. Витесував цю скульптуру він протягом декількох років. Харчувався тим що давали йому місцеві жителі, або вдавалось заробити на різних підробітках. Після закінчення своєї праці чоловік зник. Хто він був й звідки він родом, ніхто так і не дізнався… Пізніше коло скульптури св. Онуфрія була зведена капличка, яка не збереглася до наших часів.
- Касперівський ландшафтний заказник

## Пам'ятники
Споруджено пам'ятники:
- полеглим у німецько-радянській війні воїнам-односельцям (1967),
- Т. Шевченку (1991; скульптор С. Бродовий).

Встановлено пам'ятні хрести на честь скасування панщини та проголошення незалежності України, насипана символічна могила Борцям за волю України (1994).
Пам'ятник Т. Шевченку
Щойновиявлена пам'ятка монументального мистецтва.
Встановлений 1991 р. Скульптор  - С. Бродовий.
Скульптура  - бетон.
Скульптура - 2,2 м, постамент - 2,5 м.
Пам'ятник святому Онуфрію
Пам'ятка історії місцевого значення.
Робота самодіяльних майстрів, виготовлений із каменю-пісковику (к. XVIII поч. ХІХ ст.).
Розміри: скеля: довжина - 6,25 м, висота — 2,8 м, товщина - 3 м, висот скульптури - 1,8 м.

## Соціальна сфера
Діють
- Загальноосвітня школа І-ІІІ ступенів [Архівовано 21 жовтня 2020 у Wayback Machine.]
- Дошкільний навчальний заклад «Казка»[недоступне посилання з липня 2019]
- Будинок народної творчості
- Бібліотека

У 2002 році у бібліотеці створено й діє центр народознавства і з цією метою проводяться заходи з популяризації літератури цієї галузі знань, як от: оформлено книжкову виставку «Знай свій
рід, пісню і славу», котра поповнюється новими надходженнями; створено куток народознавства; відбуваються презентації книг та зустрічі з їх авторами; проводяться екскурсії для ознайомлення з історією краю; ознайомлюються відвідувачі з місцевими звичаями та обрядами, і з виставками вишивок сільських майстринь.
Існує клуб за інтересом «Берегиня», об'єднує 34 особи різного віку. Засідання клубу відбуваються щомісяця, відповідно до плану. Серед тем, які викликають інтерес у членів клубу такі:
- година народознавства «Історичний літопис села: звичаї, обряди, традиції», «Великодні свята у звичаях, обрядах, традиціях»;
- бесіда-діалог «Лелеки на Україні», розповідь про цілющі лікарські трави, «Цілюще зілля землі»;
- година народознавства «Хата моя, біла хата»: розповіді про хатні обереги, родинні традиції;
- година народознавства «Вишивання як давнє ремесло»: виставка вишивок, зустрічі з майстринями;
- літературна година «Що в імені твоїм?»: розповідь-діалог членів клубу

У центрі народознавства зібрано матеріали із записами спогадів мешканців села Мацьків Ярослави, Мисевич Марії про давні звичаї народно-обрядових свят: Різдва, Великодня, обжинків, обрядів «Весілля», «Заручини», давніх пісень, легенд. Зібрано взірці давнього одягу, посуду, ікон, вишиття, які передали до бібліотеки Скафарик Марія, Керунчик Марія. Куток народознавства постійно поповнюється новими матеріалами-знахідками.
- ФАП
- Будинок рибалки
- База відпочинку «Росинка»
- Будинок відпочинку «RELAX» [Архівовано 25 червня 2012 у Wayback Machine.]
- ТОВ «Заповіт»
- Фермерське господарство
- Супермаркет «Теко»
- 5 торговельних закладів

## Відомі люди

### Навчалися
- Василюк Василь Васильович — доктор медичних наук, академік;
- Горішній Володимир Ярославович — кандидат фармацевтичних наук, доцент Львівського національного медичного університету імені Данила Галицького;
- Ожга Ярослав Михайлович — кандидат медичних наук;
- Аксентійчук Богдан Іванович [Архівовано 14 червня 2011 у Wayback Machine.] - доктор медичних наук, заслужений лікар України, генеральний директор Трускавецькурорту;
- Крушельницька Ярослава Миколаївна - доктор економічних наук, екс- працівник Київського університету ім. Т. Г. Шевченка;
- Кирпушко Ярослав Васильович-заступник директора банку, кандидат економічних наук, викладач ЧНУ кафедри економічної географії;
- Оленчик Іван Федорович - Лауреат Республіканського конкурсу виконавців на духових інструментах (Київ 1976 р.1 премія), Всесоюзного конкурсу виконавців на духових інструментах (Мінськ 1979 р. 1 премія), Міжнародного конкурсу виконавців на духових інструментах « Празька весна» (Прага 1981 р. 3 премія), соліст Державного академічного симфонічного оркестру СРСР / РФ /під керівництвом Євгена Свєтланова (1986-2003 роки), соліст Московського державного академічного симфонічного оркестру під керівництвом Павла Когана (2003—2011 роки). ,Заслужений артист РФ, композитор, професор Російської академії музики ім. Гнесіних. Один із найсильніших кларнетистів світу. Народився у селі Касперівці.
- Зубик Михайло Васильович - український журналіст, редактор. Заслужений журналіст України.

## Зв'язок
Послуги фіксованого телефонного зв'язку та доступу до інтернет надає компанія Укртелеком. Послуги доступу до широкосмугового інтернету надає провайдер Гольфстрім. На території села встановлено три вежі зв'язку мобільних операторів: Київстар, МТС та life:). Найпоширенішим оператором є Київстар - ним користується близько 52 % відсотків селян, МТС ~ 33 %, life:) ~ 15 %.